# Віце-прем'єр Державної ради Китайської Народної Республіки
Віце-прем'єри Державної ради Китайської Народної Республіки — є високопоставленими посадовими особами під керівництвом прем'єра та вище державних радників і міністрів. Як правило, цю посаду мають декілька осіб у будь-який момент часу, причому кожен віце-прем'єр має широкий портфель обов'язків. Перший віце-прем'єр виконує обов'язки прем'єр-міністра на час невиконання ним обов'язків. Чинними віце-прем'єрами в порядку рангу є Дін Сюєсян, Хе Ліфен, Чжан Гоцін і Лю Гочжун.
Особа з найвищим рангом неофіційно називається старшим віце-прем'єр-міністром або першим віце-прем'єр-міністром або виконавчий віце-прем'єр, найвидатнішим випадком є Ден Сяопін у середині-кінці 1970-х років. У нестандартних випадках посаду старшого віце-прем'єр-міністра називали або для вказівки на ступінь повноважень, номінальну владу, або коли прем'єр-міністр недієздатний і для виконання його звичайних обов'язків потрібен штатний заступник.

## Повноваження та авторитет
Віце-прем'єр-міністри є заступниками прем'єр-міністра, причому кожен віце-прем'єр-міністр контролює певну сферу управління. І прем'єр-міністр, і віце-прем'єр-міністри обираються раз на п'ять років і обмежуються двома термінами. Віце-прем'єр-міністри призначаються прем'єр-міністром, які потім затверджуються Всекитайськими зборами народних представників і призначаються президентом. Віце-прем'єри є членами виконавчих зборів Державної ради разом з прем'єр-міністром, генеральним секретарем і членами державної ради. Крім того, протягом останніх десятиліть усі віце-прем'єри були членами Політбюро Комуністичної партії Китаю, а виконавчий віце-прем'єр був членом Постійного комітету Політбюро.